# Leopoldo Izquieta
Leopoldo Izquieta Pérez (Guayaquil, 15 de noviembre de 1879- Guayaquil, 5 de abril de 1948) fue un médico y político ecuatoriano.  Trabajo activamente en la lucha contra la peste bubónica desde instituciones como el Hospital General de Guayaquil o la Facultad de Medicina. Fundó el Instituto Nacional de Higiene en 1938.  Fue diputado y ministro de Educación.

## Biografía
Leopoldo Izquieta, nacido en Guayaquil, era hijo de Bernardo Izquieta Fernández y de Rosario Pérez Antepara. Huérfano de padre a temprana edad, se graduó de bachiller en 1897 y obtuvo su título de doctor en Medicina en 1905.

### Actividad política
Fue presidente de la Junta Patriótica de Guayaquil en 1903 y en 1907 fue elegido, por primera vez, miembro del Concejo Municipal de Guayaquil.
En 1938 fundó el Instituto Nacional de Higiene en Guayaquil. En 1933 fue elegido diputado, coincidiendo con la elección de Neptalí Bonifaz como presidente.
La controversia por la nacionalidad de Bonifaz llevó a Izquieta a oponerse a él. Posteriormente estallaría la guerra de los cuatro días cambiando el panorama político. Tras la crisis, fue nombrado ministro de Educación por el presidente Juan de Dios Martínez Mera, aunque renunció posteriormente y se mantuvo fiel al liberalismo.

## Instituto de Higiene
Izquieta Pérez continuó su servicio público, siendo elegido consejero municipal y director general de Sanidad. Su dedicación y gestión se reflejaron en la construcción del edificio del instituto. El Instituto Nacional de Higiene "Leopoldo Izquieta Pérez" fue concebido, con el apoyo de la Fundación Rockefeller. La fundación proporcionó financiamiento y recursos para la construcción y equipamiento del instituto, así como para la capacitación de profesionales ecuatorianos en el extranjero. La ley de creación del instituto, promulgada en 1941, estableció sus funciones en las áreas científica, sanitaria, educacional y comercial, con el objetivo de servir a la salud pública del país. Bajo la dirección del doctor Atilio Macchiavello Varas, el instituto inició sus actividades en 1941, estableciendo laboratorios y departamentos especializados en bacteriología, patología tropical, elaboración de vacunas y otros campos relacionados con la salud pública. Se realizaron estudios epidemiológicos y se brindaron servicios a la comunidad, como el control de manipuladores de alimentos. La Fundación Rockefeller continuó ofreciendo apoyo financiero y técnico, y se estableció una colaboración con el Servicio Cooperativo Interamericano de Salud Pública para la ampliación de las instalaciones. En 1943, se inauguró oficialmente el instituto.
En los últimos años de su vida, Izquieta fue declarado «Mejor Ciudadano de Guayaquil» en 1947, un reconocimiento a su trayectoria y contribuciones. Falleció en 1948 en su ciudad natal.